# 菲斯克号护航驱逐舰
菲斯克号护航驱逐舰（英語：USS Fiske，舷号：DE-143），是美国海军于第二次世界大战期间建造的一艘埃德索尔级护航驱逐舰，其舰名取自发明家布拉德利·艾伦·菲斯克少将。
该舰由H·G·乔克利（H. G. Chalkley）女士冠名，于1943年1月4日在德克萨斯州奥兰治联合钢铁厂铺设龙骨，随后于3月14日下水。1943年8月25日，菲斯克号正式服役，交由罗伯特·鲍尔·沃克（Robert Power Walker）少校指挥。

## 设计与装备
埃德索尔级护航驱逐舰的设计与巴克利级护航驱逐舰类似，均采用长船体并建有较高的舰桥。该级护航驱逐舰配备3英寸（76毫米）50倍径单装主炮，后续曾计划更换为5英寸（127毫米）38倍径主炮，但最终没有实际执行。该级护航驱逐舰由4台费尔班克斯-莫尔斯38D8-1/8-10内燃机提供动力，总功率最高可达6000匹马力，最高航速21节。其燃料舱可携带312吨重油，在12节航速下航程可达11000海里。此外，该级舰船还配备有较完善的侦查搜索系统，包括SL或SU水面雷达、SA对空雷达、QC声呐系统以及用于监听潜艇无线电的HF/DF天线。

## 服役历史
1943年11月12日至25日，菲斯克号护送一支船队由弗吉尼亚州诺福克出发，经巴拿马运河区科科索洛前往纽约。12月3日至次年5月21日，菲斯克号执行了3次由诺福克和纽约前往卡萨布兰卡的护航任务。4月20日，她所在舰队在西地中海遭遇德军鱼雷轰炸机空袭，期间菲斯克号并未受到攻击。
6月10日，菲斯克号在诺福克加入威克岛号护航航空母舰所在猎潜大队，5天后舰队启程前往大西洋航线巡逻。7月20日至24日，舰队抵达卡萨布兰卡补给，随后再次出发前往大西洋中部寻找德军气象潜艇。8月2日，菲斯克号与姊妹舰道格拉斯·L·霍华德号一同在亚速尔群岛北部海域离队，前往追踪正在水面航行的U-804号潜艇。潜艇迅速下潜，但2艘美军驱逐舰均使用声呐捕捉到了她的位置并随即开始反潜战斗准备。菲斯克号在展开攻击前就被潜艇发射的鱼雷命中，此后不到10分钟，她就断为两截并沉没，33名船员阵亡，另有50人重伤，所有幸存者均被赶来的法夸尔号护航驱逐舰救起。

## 荣誉
菲斯克号服役期间所获荣誉如下：
|  |  |  |
|  |  |  |

| 战斗行动奖章 （追授） |                        |                        |
| 美国战役奖章          | 欧洲-非洲-中东战役奖章 | 第二次世界大战胜利奖章 |

## 历任舰长
| 姓名       | 译名                   | 军衔 | 所属军种       | 任职时间                   |
| ---------- | ---------------------- | ---- | -------------- | -------------------------- |
|            | 罗伯特·鲍尔·沃克       | 少校 | 美国海军       | 1943年8月25日              |
|            | 约翰·阿尔弗雷德·科姆利 | 上尉 | 美国海军预备役 | 1944年1月20日-1944年8月2日 |
| 参考文献： |                        |      |                |                            |